# COVID-19-Pandemie in Brunei
Die COVID-19-Pandemie in Brunei ist ein Teilgeschehen der COVID-19-Pandemie, die sich seit Dezember 2019 von China ausgehend ausbreitete, von der Weltgesundheitsorganisation (WHO) am 11. März 2020 als Pandemie eingestuft wurde und im März 2020 auch Brunei erreichte.

## Verlauf
Bereits Ende Januar 2021 kündigte Brunei Einreisebeschränkungen für Menschen aus China an, wo die Pandemie ihren Ursprung nahm. Ab dem 1. Februar 2020 wurde bei der Einreise nach Brunei bei allen Passagieren eine Temperaturmessung durchgeführt und die Royal Brunei Airlines reduzierte Flüge nach China.
Am 9. März 2020 wurde der erste COVID-19-Fall in Brunei bestätigt. In den WHO-Situationsberichten tauchte dieser Fall erstmals am 10. März 2020 auf. Viele frühe Fälle wurden mit der Jalek-Moschee in Kuala Lumpur in Verbindung gebracht, die Ende Februar 2020 eine große Veranstaltung abhielt. Von Bruneis ersten 50 Fällen standen 45 im Zusammenhang mit der Jalek-Moschee. Als Reaktion auf die Ausbreitung der COVID-19-Pandemie in Brunei kündigte das Bildungsministerium an, dass der Beginn der nächsten Schulferien, der für den 16. März 2020 geplant war, auf den 11. März vorverlegt wurde.
Am 15. März 2020 verbot die Regierung von Brunei allen Bürgern und ausländischen Einwohnern aufgrund der COVID-19-Pandemie die Ausreise. Das Gesundheitsministerium verbot auch Massenversammlungen, einschließlich Hochzeiten und Sportveranstaltungen. Darüber hinaus setzten nationale Sportligen alle Partien bis auf weiteres aus. Am 16. März 2020 kündigte das Ministerium für religiöse Angelegenheiten eine einwöchige Schließung aller Moscheen des Landes vom 17. März bis zum 23. März an. Auch die Freitagsgebete wurden in diesem Zeitraum ausgesetzt. Bis zum 9. April 2020 wurden von der WHO 135 COVID-19-Fälle und ein Todesfall in Brunei bestätigt. Die Pandemie hatte sich im Frühjahr 2021 auf alle Distrikte Bruneis ausgebreitet.
Am 21. Juni 2021 traf die erste Lieferung des COVID-19-Impfstoffs von Moderna mit 50.400 Impfdosen von den insgesamt 200.000, die vom Gesundheitsministerium beschafft wurden, im Brunei ein.
In Brunei kam es aufgrund des Anstiegs von COVID-19-Fällen mit der Delta-Variante ab dem 7. August 2021 landesweit zum Lockdown. Nicht wesentliche Dienste wurden geschlossen. Die Grenze zwischen Brunei und Singapur wurde ebenfalls geschlossen.
Am 20. August 2021 erhielt Brunei aus Singapur eine Spende von 100.000 Dosen Elasomeran.
Bis zum 25. Juni 2022 wurden 159.591 COVID-19-Fälle und 225 Todesfälle in Brunei bestätigt.

## Statistik
Die Fallzahlen entwickelten sich während der COVID-19-Pandemie in Brunei wie folgt:

### Infektionen

Bestätigte Infizierte in Brunei nach Daten der WHO. Oben kumuliert, unten Tageswerte

### Todesfälle

Bestätigte Todesfälle in Brunei nach Daten der WHO. Oben kumuliert, unten Tageswerte